# WRC (seria)
WRC, World Rally Championship – seria komputerowych gier wyścigowych skupionych na rajdach samochodowych, obecnie rozwijana przez Codemasters i wydawana przez EA Sports. Do tej pory wydano w sumie siedemnaście głównych gier z serii, a najnowsza – EA Sports WRC – została wydana 3 listopada 2023 roku.

## Historia
Pierwsze pięć gier z serii zostało wydanych przez Sony Computer Entertainment, które posiadało licencję WRC na początku 2000 roku. Wszystkie pięć gier zostało stworzonych przez brytyjskie studio Evolution Studios w latach 2001–2005. Wydana w tym czasie seria składała się z pięciu gier wydanych wyłącznie na konsolę Sony PlayStation 2 i jednego portu na przenośną konsolę Sony PSP, opartych na sezonach Rajdowych Mistrzostwach Świata FIA w latach 2001–2005, z odwzorowaniem prawdziwych kierowców, samochodów oraz lokalizacji rajdów.
Po wydaniu WRC: Rally Evolved w 2005 roku, obowiązująca licencja pozostała nieużywana do 2009 roku, kiedy to włoski wydawca Black Bean Games podpisał czteroletnią umowę licencyjną. Następnie pod jego szyldem ukazało się kolejnych pięć gier opublikowanych opracowanych przez włoskie przedsiębiorstwo Milestone w latach 2010–2013. Obejmowały one cztery oficjalne gry WRC oparte na sezonach w latach 2010–2013 oraz licencjonowany tytuł zręcznościowy. Wszystkie gry zostały wydane na platformy Microsoft Windows, PlayStation 3 i Xbox 360.
W lipcu 2013 roku licencja została przejęta przez francuskiego wydawcę Bigben Interactive. Bigben zatrudniło paryskie przedsiębiorstwo Kylotonn do pracy nad kolejnymi czterama grami, których produkcja rozpoczęła się w 2015 roku od WRC 5 i była kontynuowana przez WRC 6 w 2016, WRC 7 w 2017 i WRC 8 w 2019 roku, na bazie sezonów Rajdowych Mistrzostw Świata w latach 2015–2017 oraz 2019. Wszystkie cztery gry zostały wydane na platformy Microsoft Windows, PlayStation 4 i Xbox One. Port WRC został wydany na Androida pod tytułem WRC The Official Game w Sklepie Play 4 grudnia 2014.
WRC Promoter GmbH przedłużyła umowę licencyjną z wydawcą Nacon oraz producentem Kylotonn do 2022 roku, wydając w tym czasie trzy gry: WRC 9, WRC 10 oraz WRC Generations. Po raz pierwszy gry z serii zostały wydane na konsole gier wideo dziewiątej generacji: Xbox Series X i PlayStation 5.
W 2020 roku Codemasters nabyło wyłączną licencję na gry WRC, aby rozpocząć ich produkcję w 2023, z zaplanowanym wydaniem pierwszej gry w 2024. Po przejęciu Codemasters przez Electronic Arts w 2021 roku, EA Sports stało się nowym wydawcą gier z serii.

## Lista gier

### Główna seria
| Tytuł                               | Rok premiery | PC      | 6. generacja | 7. generacja      | 8. generacja  | 9. generacja         | Urządzenia przenośne | Producent         | Oparta na |
| ----------------------------------- | ------------ | ------- | ------------ | ----------------- | ------------- | -------------------- | -------------------- | ----------------- | --------- |
| World Rally Championship            | 2001         | —       | PS2          | —                 | —             | —                    | —                    | Evolution Studios | WRC 2001  |
| WRC II Extreme                      | 2002         | —       | PS2          | —                 | —             | —                    | —                    | Evolution Studios | WRC 2002  |
| WRC 3                               | 2003         | —       | PS2          | —                 | —             | —                    | —                    | Evolution Studios | WRC 2003  |
| WRC 4                               | 2004         | —       | PS2          | —                 | —             | —                    | —                    | Evolution Studios | WRC 2004  |
| WRC: Rally Evolved                  | 2005         | —       | PS2          | —                 | —             | —                    | —                    | Evolution Studios | WRC 2005  |
| WRC FIA World Rally Championship    | 2010         | Windows | —            | PS3, X360         | —             | —                    | 3DS                  | Milestone         | WRC 2010  |
| WRC 2: FIA World Rally Championship | 2011         | Windows | —            | PS3, X360         | —             | —                    | —                    | Milestone         | WRC 2011  |
| WRC 3: FIA World Rally Championship | 2012         | Windows | —            | PS3, X360, OnLive | —             | —                    | Vita                 | Milestone         | WRC 2012  |
| WRC 4: FIA World Rally Championship | 2013         | Windows | —            | PS3, X360         | —             | —                    | Vita                 | Milestone         | WRC 2013  |
| WRC 5                               | 2015         | Windows | —            | PS3, X360         | PS4, Xbox One | —                    | Vita                 | Kylotonn          | WRC 2015  |
| WRC 6                               | 2016         | Windows | —            | —                 | PS4, Xbox One | —                    | —                    | Kylotonn          | WRC 2016  |
| WRC 7                               | 2017         | Windows | —            | —                 | PS4, Xbox One | —                    | —                    | Kylotonn          | WRC 2017  |
| WRC 8                               | 2019         | Windows | —            | —                 | PS4, Xbox One | —                    | Nintendo Switch      | Kylotonn          | WRC 2019  |
| WRC 9                               | 2020         | Windows | —            | —                 | PS4, Xbox One | PS5, Xbox Series X/S | Nintendo Switch      | Kylotonn          | WRC 2020  |
| WRC 10                              | 2021         | Windows | —            | —                 | PS4, Xbox One | PS5, Xbox Series X/S | Nintendo Switch      | Kylotonn          | WRC 2021  |
| WRC Generations                     | 2022         | Windows | —            | —                 | PS4, Xbox One | PS5, Xbox Series X/S | Nintendo Switch      | Kylotonn          | WRC 2022  |
| EA Sports WRC                       | 2023         | Windows | —            | —                 | —             | PS5, Xbox Series X/S | —                    | Codemasters       | WRC 2023  |

### Spin-offy
| Tytuł                                    | Rok premiery | PC      | 5. generacja | 7. generacja | Urządzenia przenośne | Producent                  | Oparta na |
| ---------------------------------------- | ------------ | ------- | ------------ | ------------ | -------------------- | -------------------------- | --------- |
| WRC: FIA World Rally Championship Arcade | 2002         | —       | PS1          | —            | —                    | Unique Development Studios | WRC 2002  |
| World Rally Championship                 | 2005         | —       | —            | —            | PSP                  | Traveller’s Tales          | WRC 2005  |
| WRC Powerslide                           | 2013         | Windows | —            | PS3, X360    | —                    | Milestone                  | WRC 2013  |